# Mariliendre

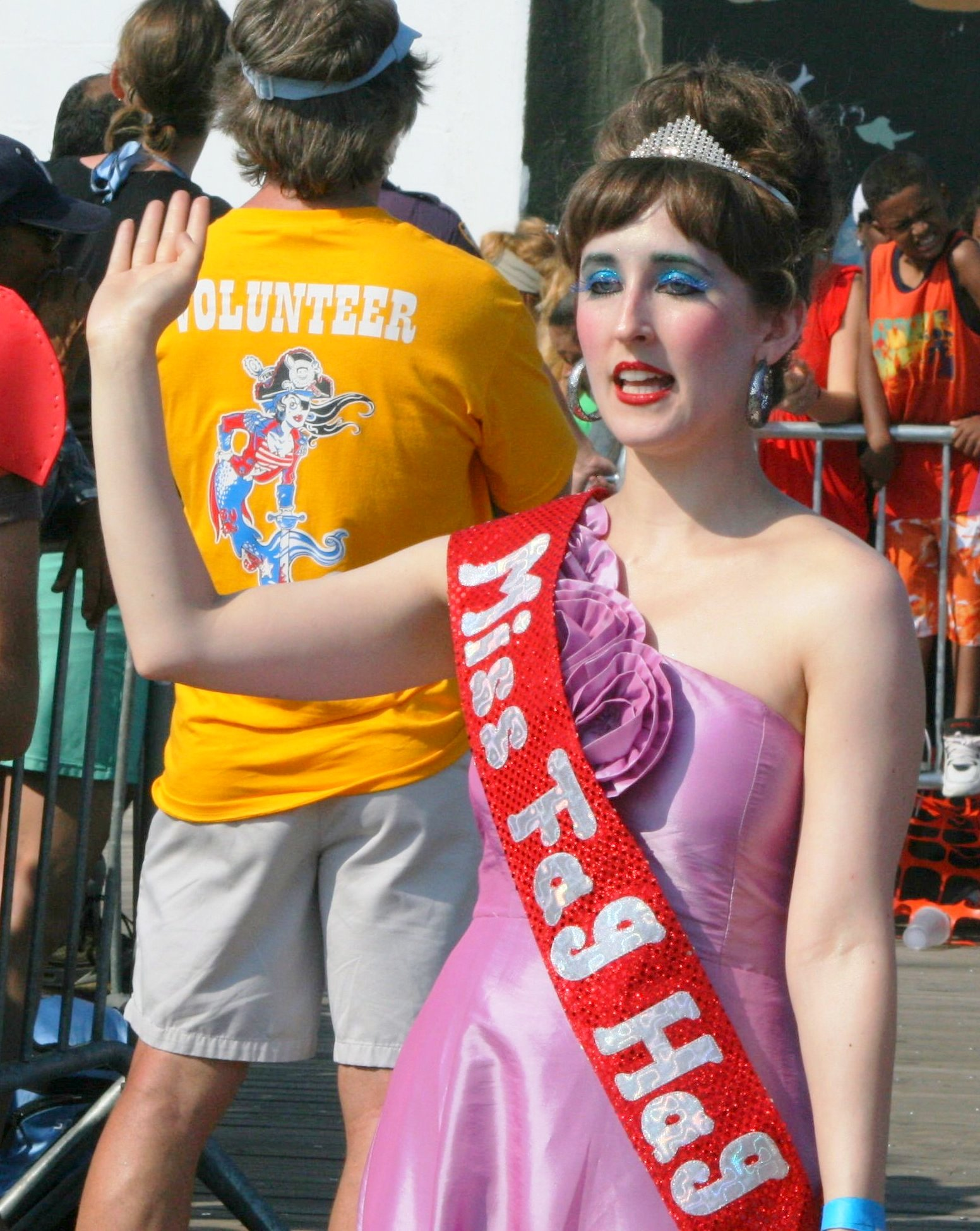
"Miss fag hag" en la Mermaid Parade de Coney Island (2010)

Mariliendre o mariliendra es una expresión española que se usa como equivalente en el idioma español para la expresión fag hag, una frase del argot LGBT del idioma inglés que se refiere a una mujer que se asocia principal o exclusivamente con hombres homosexuales y bisexuales. La frase se originó en la cultura masculina gay en los Estados Unidos y fue históricamente un insulto. Algunas mujeres que se asocian con hombres homosexuales se oponen a ser llamadas así, mientras que otras abrazan el término. La contraparte masculina, para hombres que tienen relaciones interpersonales similares con hombres homosexuales y bisexuales, es fag stag.

## Uso
Las mujeres sobre las que se usa este término a menudo son estereotipadas como mujeres extrovertidas que buscan un sustituto de las relaciones heterosexuales o que se sienten atraídas sexualmente hacia los hombres gays en secreto (o abiertamente). De hecho, muchas mujeres que se identifican mariliendres ya están en relaciones románticas, ya sea con hombres heterosexuales o con mujeres, pero aprecian la experiencia alternativa de socializar con hombres homosexuales y pueden preferir la cultura gay a la contraparte heterosexual.

## Términos relacionados
Los sinónimos de fag hag en Estados Unidos incluyen mosca de la fruta, abeja reina, ricitos de oro, princesa hada, gabe (una combinación de "gay" y de la palabra inglesa "babe", "nena"), Tori (en honor de Tori Spelling y Tori Amos) y hada madrina, entre otros.
La palabra alemana para este término es "Schwulenmutti" (literalmente: "Mommy for gays", "mamá de gays"), o "Gabi", el apodo irónico usado para Gabriele o Gabriela.
Por su parte, para los hombres que tienen muchas amigas lesbianas se usan los términos dutch boy, lesbro o dyke tyke.
Las personas que se asocian con lesbianas, gays y bisexuales pueden ser llamados mosca de la fruta, sin importar su sexo.
Estos términos se consideran como pertenecientes al fenómeno del "hagismo", el apego de una persona a un grupo definido por la sexualidad o la identidad de género, aunque no compartan personalmente esa identidad.

## En la cultura popular
El término se ha utilizado a menudo en el entretenimiento. La comediante Margaret Cho ha escrito y habla regularmente en sus rutinas de stand-up sobre ser una fag hag. En un episodio de la comedia de televisión del Reino Unido Gimme Gimme Gimme, el personaje de Tom se refiere al de Linda como una fag hag. La cantante inglesa Lily Allen lanzó una canción llamada "Fag Hag" en 2008 como el lado B de "The Fear".
El primer concurso anual de Miss Fag Hag tuvo lugar en la ciudad de Nueva York el 17 de mayo de 2009 en Comix, con los jueces Caroline Rhea, Michael Musto, Hedda Lettuce y Katina Corrao. Heather Shields se llevó el primer premio.
El 27 de abril de 2025 se estrenó la serie web española Mariliendre, en la que la actriz Blanca Martínez Rodrigo interpreta al personaje principal, Meri Román, una mujer que hace 10 años fue considerada la mayor mariliendre del barrio de Chueca.